# Novales
Novales è un comune spagnolo di 180 abitanti situato nella comunità autonoma dell'Aragona.